# Sendero de la Cresta del Pacífico
El sendero de la Cresta del Pacífico (en inglés: Pacific Crest Trail, abreviado PCT, y generalmente designado como Pacific Crest National Scenic Trail) es un sendero nacional de los Estados Unidos que discurre de México a Canadá, y atraviesa los estados de California, Oregón y Washington. Es un camino recorrido de larga distancia para la práctica del senderismo y los deportes ecuestres, que corre cerca de la parte más alta de la Sierra Nevada y la cordillera de las Cascadas, crestas que se encuentran entre 160 a 240 km al este de la Costa Oeste. 
El sendero de la Cresta del Pacífico tiene 4.286 kilómetros y su rango de altitud va desde el nivel del mar, en la frontera de Oregón y Washington, hasta los 4.009 metros en el Paso Forester en la Sierra Nevada. La ruta pasa a través de 25 bosques nacionales y 7  parques nacionales. El extremo sur del camino está en la frontera de México, en el desierto de Mojave, y el extremo norte en la frontera de Canadá, en el borde del Manning Park en Columbia Británica. Su punto medio se encuentra en Chester, California (cerca del monte Lassen), donde la sierra y Cascade Mountain se encuentran. Fue designado como National Scenic Trail en 1968, aunque no se terminó oficialmente hasta 1993. El sendero fue concebido por Clinton Churchill Clarke en 1932. Recibió estatus oficial bajo la Ley Nacional de Senderos del Sistema de 1968.
Es el componente más occidental y el segundo más largo de la Triple Corona de Senderismo, y es parte de las 6875 millas del Great Western Loop.

## Localizaciones
Los siguientes lugares se encuentran a lo largo o cercanos a la ruta. Son listados de sur a norte, y los números entre paréntesis corresponden a los números de SMP del mapa.

### California
- Campo, cerca de la estación de ferrocarril en la frontera México y Estados Unidos.
- Parque estatal Desierto de Anza Borrego (41)
- Bosque nacional Cleveland (40)
- Parque estatal Monte San José Jacinto
- Lago Grande del Oso
- Puerto del Cajón
- Bosque nacional Ángeles (35)
- Rocas Vázquez
- Agua Dulce
- Walker Pass
- Área salvaje del Pico Owens (34)
- Área salvaje Sierra Sur (34)
- Área salvaje Trucha Dorada (34)
- Parque nacional Cañón de los Reyes (33)
  - Forester Pass, punto más alto en el camino.
- Área salvaje John Muir (31)
- Área salvaje Ansel Adams (30)
  - Monumento nacional Devils Postpile
- Parque nacional de Yosemite (29)
  - Tuolumne Meadows
- Sonora Pass, Ebbetts Pass, Carson Pass
- Área salvaje Desolación
- Parque nacional Lassen (22)
  - Parque nacional volcánico Lassen (23)
- Parque estatal Memorial McArthur Burney (21)
- Parque nacional Shasta Trinity (19)
  - Área salvaje Castle Crags (20)
- Montaña Klamath
  - Área salvaje Alpes Trinidad
  - Área salvaje Ruso
  - Área salvaje Montaña Marble

### Oregón
- Monumento nacional Cascada Siskiyou (17)
- Parque nacional de Rogue River (16) y parque nacional Winema (14)
  - Área salvaje Sky Lakes
- Parque nacional del Lago del Cráter (15)
  - Lago del Cráter
- Bosque nacional Umpqua (13)
  - Montaña Thielsen
- Bosque nacional Willamette (11) y Bosque nacional Deschutes (12)
  - Área salvaje Pico de Diamante
  - Lago Waldo
  - Área salvaje Tres Hermanas
  - Observatorio Dee Wright y Paso McKenzie (suministro de agua de 250 m al oeste del observatorio)
  - Mount Washington Wilderness
  - Mount Jefferson Wilderness
- Bosque nacional Mount Hood (9)
  - Olallie Scenic Area
  - Warm Springs Indian Reservation (10)
  - Timberline Lodge
  - Área salvaje Montaña Hood
    - Paso Lolo
- Garganta del Río Columbia Área Paisajista Nacional (8)
  - Área salvaje Mark O. Hatfield (anteriormente Área salvaje Columbia)
  - Cascade Locks, punto más bajo del camino
  - Puente de los Dioses (enlaza Oregón y Washington, cruzando el río Columbia)

### Washington
- Bosque nacional Gifford Pinchot (7)
  - Área salvaje Indian Heaven
  - Área salvaje Montaña Adams
    - Montaña Adams

  - Área salvaje Goat Rocks
    - Montaña Old Snowy 

  - Paso Blanco
- Parque nacional Montaña Rainier (6)
  - Paso Chinook
- Bosque nacional Montaña Baker Snoqualmie (5)
  - Área salvaje Norse Peak
  - Área salvaje Alpine Lakes
  - Área salvaje Henry M. Jackson
  - Área salvaje Glacier Peak
    - Glacier Peak
- Paso Snoqualmie
- Stevens Pass
- Lake Chelan National Recreation Area
  - Stehekin, Washington, última ciudad del sendero, 16.09344 km del SMP en autobús SPN.
- Parque nacional de las Cascadas del Norte (2)
- Parque nacional Okanogan (3)
- Pacific Northwest National Scenic Trail
- Boundary Monument 78, en la frontera de Canadá y Estados Unidos.

### Columbia Británica, Canadá
- E.C. Manning Provincial Park, extremo norte del sendero.